# Château d'Ateca
Le château d'Ateca ou fort d'Ateca est une fortification d'origine incertaine, qui a déjà des nouvelles documentaires au Xe siècle et qui est située dans la ville de la province de Saragosse d´Ateca, dans la communauté autonome d'Aragon, en Espagne.

## Histoire
Le fort qui a survécu jusqu'à ce jour est une fort fusilier du XIXe siècle construit sur les vestiges des fortifications de l'ancien temps, comme cette ville depuis sa fondation en 250 av. J.-C. Il a été un lieu stratégique sur la route naturelle qui relie la vallée de l'Èbre et la Meseta à travers les vallées de Jalón et Henares. L’amélioration médiévale de la défense de la ville se superpose à la place forte qui a été celte, romaine, wisigothe et musulmane, dont les traces ne sont plus visible aujourd’hui à cause de la dernière réforme du château XIXe siècle. Celui-ci est situé sur la partie la plus élevée de sa vieille ville d’Ateca. Le château, documenté qu'au Xe siècle, appartenait au Banu-Timlat. Il a été conquis par le Cid en 1081 au cours de son exil en mars, et incorporé définitivement au Royaume d'Aragon par Alphonse Ier d'Aragon en 1120, après la bataille de Cutanda. Puis il fut un lieu important au XIVe siècle pendant la guerre des deux Peters en devenant une fortification renforcée en 1357 et conquis par les troupes de Pierre Ier de Castille en 1362 qui décimèrent la garnison après qu’elle ait résisté deux jours à leurs attaques.
Au XVe siècle, les nouvelles guerres entre Castille et d'Aragon, le roi Jean II de Castille a essayé de prendre le château en 1427, mais cette fois avec des résultats négatifs. En 1448, après avoir détruit Torrijo de la Cañada, Horcajo, Monubles et Villalengua, Jean II décida de ne pas attaquer le château d’Ateca qui avait été armé avec les bombardes utilisées à Calatayud en 1427. Au XIXe siècle, le château a connu sa dernière réforme, conduite par Pedro de Ybarreta en 1837 pour répondre aux besoins de la Première Guerre carliste.

## Description
De grande extension et forme irrégulière, ses murs sont confondus avec ceux des maisons actuelles, restes de la même chose dans les dépendances domestiques et les rues publiques. En 1081, le château fut conquis par Le Cid comme enregistré dans le Cantar de mio Cid, bien que comme on le voit sur une image aérienne de la surface du château médiéval était plus de dix fois plus fort qui a riflemen survécu à ce jour et qui est à l'extrémité sud de l'esplanade du château.
Il est construit principalement de la maçonnerie imprudente soutenue sur la roche naturelle qui sert de fondation, sur laquelle dans certaines zones les murs avec des murs de tapial ont été levés, maintenant presque totalement disparu.
L'ensemble porte-totale signifie la tour, qui abrite la garde réalisée en 1838. avec sa petite porte encadrée par alfiz pour être compatibles avec un pont-levis surmonté d'matacanes individuels ou des saillies sur les parois avec des lacunes sur le terrain. L'ensemble a été complété par les créneaux typiques, appréciés dans les images anciennes et aujourd'hui presque imperceptibles en raison d'une intervention malheureuse dans la restauration de l'année 2005.
Le château, près de l'église fortifiée de Santa Maria et le mur, qui était jusqu'à la fin du XIXe siècle, avec ses différentes portes et tours, étaient le système défensif de la ville.

## Protection juridique
Il est protégé dans la déclaration générique d'intérêt culturel de tous les châteaux d'Espagne par le décret du 22 avril 1949 et la Loi 16/1985 de protection du patrimoine historique espagnol.

## Source
- (es) Cet article est partiellement ou en totalité issu de l’article de Wikipédia en espagnol intitulé « Castillo de Ateca » (voir la liste des auteurs).